# هینوکاگه، میازاکی
هینوکاگه، میازاکی (به لاتین: Hinokage, Miyazaki) یک منطقهٔ مسکونی در ژاپن است که در استان میازاکی واقع شده‌است. هینوکاگه  ۵٬۲۱۱ نفر جمعیت دارد.